# Karłowo (województwo warmińsko-mazurskie)
Karłowo (niem. Karlswalde) – wieś w Polsce, w województwie warmińsko-mazurskim, w powiecie węgorzewskim, w gminie Węgorzewo.
W latach 1975–1998 miejscowość należała administracyjnie do województwa suwalskiego.
Do sołectwa Karłowo należą miejscowości: Karłowo i Rydzówka.

## Nazwa
28 marca 1949 r. ustalono urzędową polską nazwę miejscowości – Karłowo, określając drugi przypadek jako Karłowa, a przymiotnik – karłowski.

## Historia
Przed II wojną światową znajdował się tu majątek ziemski zwany Friedhof Karlswalde Po II wojnie światowej szkołę podstawową w Karłowie uruchomiono w 1947 roku. W roku szkolnym 1966/1967 była to szkoła czteroklasowa.

## Zabytki
Na dawnym cmentarzu majątku Friedhof Karlswalde znajduje się kwatera wojenna z czasów  I wojny światowej, w której pochowano dwóch żołnierzy armii niemieckiej i dwóch armii rosyjskiej.